# Prometo ser bueno: cartas completas
Las Cartas del escritor Arthur Rimbaud en relación con su vida literaria se publicaron por vez primera en varios periódicos. En 1931 fueron recopiladas y publicadas por Jean-Marie Carré. Muchos errores se corrigieron en la edición de la Pléiade del año 1946. Las cartas escritas en África se publicaron por vez primera por Paterne Berrichon, el cuñado del poeta, quien se tomó la libertad de cambiar cosas en los textos. 
Arthur Rimbaud es un autor de obra exigua y que abandonó muy joven la creación literaria y poética siguiendo el síndrome que Enrique Vila-Matas llamó "escritores del no" y que supone un silencio absoluto y prematuro de una carrera literaria. Sin embargo, para poder iluminar ese silencio y poder encontrar las claves de uno de los más insignes poetas malditos, Rimbaud escribió muchas cartas que dan una imagen de su personalidad y concepto de sí mismo.

## Evolución
En las primeras cartas, casi un adolescente, como poeta parnasiano, da la imagen de alguien que pervierte el lenguaje y que tienen voluntad literaria clara. Hasta su incidente con Paul Verlaine se observa una actitud lúdica de la vida.
Luego, tras el abandono de su carrera, llegan los viajes exóticos y la vida como aventurero. Lo que marca este momento es la preocupación por el dinero. Sus cartas a Alfred Ilg y a políticos africanos para emprender numerosos negocios demuestran su determinación.

Más adelante, llega su momento más melancólico y sus anhelos de llegar a ser un hombre de provecho e, incluso, casado
En su última etapa le preocupa su salud y ya intuye que morirá joven sin haber conseguido sus objetivos y sin saber que estaba ya inscrito de modo indeleble en la historia de la literatura.